# Gabrielle con la blusa abierta
Gabrielle con la blusa abierta (en francés: Gabrielle avec la chemise ouverte) es una pintura al óleo del artista impresionista francés Pierre-Auguste Renoir, para la que posó la niñera de sus hijos, Gabrielle Renard. Se encuentra en la colección del Museo de Teherán de Arte Contemporáneo. La pintura se mantiene en el sótano del museo y no es mostrada al público debido a la blusa abierta de la modelo.